# Espiute
Espiute település Franciaországban, Pyrénées-Atlantiques megyében. Lakosainak száma 110 fő (2022. január 1.). Espiute Aroue-Ithorots-Olhaïby, Etcharry, Gestas, Nabas, Saint-Gladie-Arrive-Munein és Tabaille-Usquain községekkel határos.

## Népesség
A település népességének változása:
| Lakosok száma | 108  | 108  | 111  | 108  | 107  | 105  | 104  | 107  | 110  |
|               | 2013 | 2015 | 2016 | 2017 | 2018 | 2019 | 2020 | 2021 | 2022 |